# Les Sept contre Thèbes
 (janvier 2016).
Si vous disposez d'ouvrages ou d'articles de référence ou si vous connaissez des sites web de qualité traitant du thème abordé ici, merci de compléter l'article en donnant les références utiles à sa vérifiabilité et en les liant à la section « Notes et références ».
Les Sept contre Thèbes (en grec ancien Ἑπτὰ ἐπὶ Θήϐας / Heptà epì Thếbas) est une tragédie grecque d'Eschyle représentée en 467 av. J.-C.

## Résumé
La tragédie raconte la guerre des Sept Chefs, conflit qui trouve son origine dans la lutte qui oppose Étéocle et Polynice, les frères d'Antigone, après la mort de leur père, Œdipe, pour la possession du royaume de Thèbes. Les deux frères s'étaient mis d'accord pour occuper à tour de rôle le trône, mais Étéocle, son tour fini, refuse de laisser sa place et Polynice arrive avec une armée argienne pour lui reprendre le trône.
La pièce commence par un discours d'Étéocle exhortant le peuple de Thèbes à défendre sa cité. Un messager annonce à Étéocle l'arrivée prochaine de l'armée argienne. Le chœur se lamente alors et fait appel aux dieux, ce qui provoque la colère d'Étéocle qui déclare que le temps est à la protection de la cité et non aux lamentations. Le messager explique que les ennemis se divisent en sept groupes, chacun étant dirigé par un grand chef et se préparant à prendre une porte de la ville. Chaque chef est décrit en détail par le messager ; Étéocle choisit un champion thébain pour faire face à chacun d'eux. Le dernier groupe est mené par Polynice, c'est pourquoi Étéocle décide de garder lui-même la septième porte et de faire face à son frère. Il connaît l'imprécation d'Œdipe et sait qu'il va mourir de la main de son frère et le tuer lui-même s'il va le combattre, mais décide tout de même de le faire, pour le bien de la cité.
La cité est sauvée, mais les deux frères ennemis finissent par s'entretuer au cours d'un combat singulier. Étéocle se voit offrir une sépulture par les dignitaires de la ville alors que Polynice, déclaré traître à son pays, ne doit en avoir aucune. Créon décide que le cadavre de ce dernier sera laissé au soleil afin de montrer l'exemple aux opposants de Thèbes. Il fait surveiller le corps par des gardes et annonce la mise à mort de quiconque offrira une sépulture au corps. Mais Antigone, sa sœur, décide seule contre l'avis général de lui donner un tombeau décent. La pièce se termine par les lamentations du Coryphée et du chœur.

## Les sept assaillants et leurs opposants
| Porte       | Chef argien                  | Chef thébain                   |
| ----------- | ---------------------------- | ------------------------------ |
| Proïtide    | Tydée, fils d'Œnée           | Mélanippe, fils d'Astaque      |
| Électre     | Capanée, fils d'Hipponoos    | Polyphontès, fils d'Autophonos |
| Néiste      | Étéoclos, fils d'Iphis       | Mégarée, fils de Créon         |
| Athéna Onka | Hippomédon, fils de Talaos   | Hyperbios, fils d'Oïnops       |
| du Nord     | Parthénopée, fils d'Atalante | Actor, fils d'Oïnops           |
| Homoloïs    | Amphiaraos, fils d'Oïclès    | Lasthénès                      |
| Hypsiste    | Polynice, fils d'Œdipe       | Étéocle, fils d'Œdipe          |

## Adaptations et mises en scène notables
Dans la tragédie grecque, le même sujet est traité peu après par Euripide dans Les Phéniciennes, qui contient des allusions nettes à son prédécesseur.